# Rouven Roessler
Rouven Roessler (* 14. November 1980 in Bad Bergzabern, Rheinland-Pfalz) ist ein deutscher Basketballtrainer und ehemaliger -spieler.

## Karriere
Bis zum Jahr 2000 spielte Rouven Roessler bei seinem Jugendverein TV Bad Bergzabern, bis er die Aufmerksamkeit des damaligen Zweitligisten BG Post/Südstern Karlsruhe auf sich zog. Es folgte eine erfolgreiche Entwicklung zu einem der Leistungsträger der Mannschaft, welche 2003 mit dem Aufstieg in die Basketball-Bundesliga und mit der Berufung in die A2-Nationalmannschaft ihren vorläufigen Höhepunkt erreichte.
Nach einer verletzungsreichen Saison (vor der Saison 05/06 musste sich Roessler einer Knieoperation unterziehen; im fünften Saisonspiel zog er sich dann einen komplizierten Handgelenksbruch zu, durch den er in elf Saisonspielen fehlte), entschloss er sich zu einem Neuanfang und unterzeichnete vor der Saison 2006/07 bei den Gießen 46ers einen Zweijahresvertrag.
Im Sommer 2008 wurde Roessler zunächst für die A2-, später dann für die A-Nationalmannschaft des Deutschen Basketball Bundes berufen und debütierte am 28. Juni 2008 im Länderspiel gegen Polen in der deutschen Basketballnationalmannschaft.
Nach der Saison 2007/08 verließ Roessler die Gießen 46ers und wechselte zum traditionsreichen spanischen Zweitligisten Cáceres 2016 Baloncesto, bei welchem er einen Vertrag über ein Jahr mit der Option auf ein weiteres Jahr unterschrieb. Private Gründe waren für eine Auflösung des Vertrages verantwortlich. Daraufhin kehrte Rouven Roessler überraschend zu seinem ehemaligen Verein BG Karlsruhe in die 2. Basketball-Bundesliga zurück und unterschrieb dort einen Zweijahresvertrag. 2016 beendete er dort zunächst seine Profi-Spielerlaufbahn, spielte aber (neben seinen Trainertätigkeiten) im Amateurbereich weiter. Er verstärkte den Oberligisten TSV Berghausen, dann TV Bad Bergzabern (2. Regionalliga) und wechselte zur Saison 2018/19 zum KIT SC Karlsruhe in die 1. Regionalliga. 2020 stieg er mit der Mannschaft, die ihren Namen in Arvato College Wizards änderte, in die 2. Bundesliga ProB auf und trat mit dieser bis 2022 in der zum Profibereich zählenden Spielklasse an. Im Anschluss an die Saison 2021/22 zog er sich als Spieler zurück.

### Trainer
Ab 2013 trainierte er neben seiner Spielerlaufbahn die Herrenmannschaft des TSV Berghausen in der Oberliga. Zur Saison 2016/17 übernahm er bei den Rutronik Stars Keltern den Cheftrainerposten bei der zweiten Damenmannschaft in der 2. Bundesliga und blieb bis zur Abmeldung der Mannschaft im Anschluss an die Saison 2017/18 im Amt.
Nach seinem endgültigen Rücktritt als Spieler trat Roessler im Sommer 2022 das Traineramt in Karlsruhe an. Es gelang, die Klasse zu halten, allerdings verzichteten die Karlsruher anschließend auf ihr Teilnahmerecht und zogen sich in die Regionalliga zurück. Roessler mit Beginn der Saison 2023/24 wieder in für die Rutronik Stars Keltern tätig und trat in der Damen-Bundesliga das Amt des Assistenztrainers an. Aus beruflichen Gründen beendete er seine Tätigkeit in Keltern bereits Mitte Oktober 2023 wieder.

## Erfolge
- Meister der 2. Bundesliga Süd (2003)
- Berufung in die A2-Nationalmannschaft (2003)
- Bester Deutscher Korbschütze in der Bundesliga 2007 (11.8 PpS), 2008 (13.6 PpS)
- Teilnahme am BBL Allstargame (Süd) 2008 in Mannheim[12]
- Berufung in die A-Nationalmannschaft (2008)[13]

Bundesliga-Karrieredurchschnitt (2003–2008): 11,9 Punkte/pS ; 3,3 Rebounds/pS ; 1,4 Assists/pS ; 1,1 Steals/pS ; 41,4% 2Punkte-Wurfquote ; 31,1% 3Punkte-Wurfquote